# جوناثان كوريا دا فونسيكا
جوناثان كوريا دا فونسيكا (بالفرنسية: Jonathan Correia Da Fonseca)‏ (13 فبراير 1994 بموناكو - ) هو لاعب كرة قدم موناكي في مركز الدفاع. لعب مع نادي نيس.

## وصلات خارجية
- جوناثان كوريا دا فونسيكا على موقع قاعدة بيانات كرة القدم.إي يو (الإنجليزية)
- جوناثان كوريا دا فونسيكا على موقع Soccerway.com (الإنجليزية)
- جوناثان كوريا دا فونسيكا على موقع AS.com (الإسبانية)